# Van Halen II
Pour les articles homonymes, voir Van Halen (homonymie).
Albums de Van Halen
Van Halen
(1978) Women and Children First
(1980)
Van Halen II est le deuxième album studio du groupe de hard rock américain Van Halen. Il est sorti le 23 mars 1979 sur le label Warner Bros. Records et est produit par Ted Templeman.

## Historique
Le 10 décembre 1978, peu de temps après la fin de la tournée de promotion du premier album, Van Halen entra aux studios Sunset Sound Recorders à Hollywood pour l'enregistrement de cet album. Un seul titre ("Dance the Night Away") fut composé au studio, tous les autres dataient de la période où le groupe jouait encore dans les clubs et ont été joués et mis au point pendant la tournée de 1978. L'album a été enregistré pratiquement en live avec très peu d'overdubs.
Une seule reprise sur cet album, le "You're No Good" de Clint Ballard Jr. écrit en 1963 et popularisé notamment par Linda Ronstadt qui en fit le numéro 1 du Hot 100 15 février 1975.
L'album atteignit la 6e place du Billboard 200 aux États-Unis où il se vendra à plus de 5 000 000 exemplaires et la 23e place des charts britanniques. Les deux singles Dance the Night Away et Beautiful Girls se classent dans le Hot 100 américain, respectivement à la 6e et 84e place. 
Sur la pochette intérieure de l'album, on peut voir que David Lee Roth porte un bandage au pied droit, cassé en exécutant le saut qui figure sur le recto de la pochette et en retombant mal sur le pied du micro. La guitare noire et jaune d'Eddie Van Halen fut mise en 2004 comme dernier hommage dans le cercueil de Dimebag Darrell et enterrée avec lui.

## Liste des titres
Face 1
- Tous les titres sont écrits par le groupe sauf indication.

1. You'Re No Good (Clint Ballard Jr.) - 3:16
2. Dance The Night Away - 3:06
3. Somebody Get Me A Doctor - 2:52
4. Bottoms Up - 3:05
5. Outta Love Again -2:51

Face 2
1. Light Up the Sky - 3:13
2. Spanish Fly - 1:00
3. D.O.A. - 4:09
4. Women in Love... - 4:08
5. Beautiful Girls - 3:56

## Musiciens
- David Lee Roth: chant
- Edward Van Halen: guitares, chœurs
- Alex Van Halen: batterie, percussions
- Michael Anthony: basse, chœurs

## Charts & certifications

### Album
Charts
| Pays                          | Durée du classement | Meilleur classement | Date          |
| ----------------------------- | ------------------- | ------------------- | ------------- |
| Allemagne (GfK Entertainment) | 19 semaines         | 24e                 | 30 avril 1979 |
| Canada (RPM)                  | 30 semaines         | 15e                 | 9 juin 1979   |
| États-Unis (Billboard 200)    | 47 semaines         | 6e                  | 19 mai 1979   |
| France (SNEP)                 | 40 semaines         | 14e                 | 1979          |
| Pays-Bas (MegaCharts)         | 21 semaines         | 11e                 | 28 avril 1979 |
| Royaume-Uni (UK Albums Chart) | 7 semaines          | 23e                 | 21 avril 1979 |
| Suède (Sverigetopplistan)     | 4 semaines          | 22e                 | 20 avril 1979 |

Certifications
| Pays       | Ventes      | Certification | Date               |
| ---------- | ----------- | ------------- | ------------------ |
| Canada     | 200 000 +   | 2 × Platine   | 1er septembre 1984 |
| États-Unis | 5 000 000 + | 5 × Platine   | 12 mai 2004        |
| France     | 100 000 +   | Or            | 1988               |
| Pays-Bas   | 50 000 +    | Or            | 1984               |

### Singles
| Single               | Chart           | Durée du classement | Position | Date            |
| -------------------- | --------------- | ------------------- | -------- | --------------- |
| Dance the Night Away | Hot 100         | 15 semaines         | 15e      | 14 juillet 1979 |
| Dance the Night Away | RPM Top Singles | 15 semaines         | 28e      | 14 juillet 1979 |
| Beautiful Girls      | Hot 100         | 4 semaines          | 84e      | 6 octobre 1979  |